# Pa Tepaeru Terito Ariki

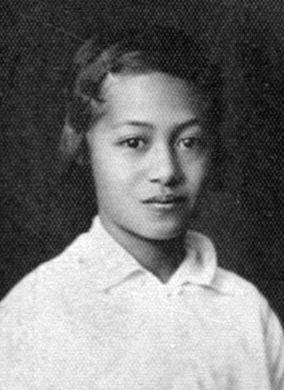
Pa Terito Ariki. 1934

Pa Tepaeru Terito Ariki (auch: Pa Tepaeru-a-Tupe, Lady Davis; geb. 14. August 1923; gest. 3. Februar 1990) war die Pa Ariki, eine von zwei Ariki-Titel-Trägern des Stammes der Tākitimu auf der Insel Rarotonga der Cookinseln von 1924 bis 1990.
Sie ist eine der Autoren der „Te Atua Mou E“ („Gott ist Wahrheit“), der Nationalhymne der Cookinseln. Sie war Präsidentin des House of Ariki von 1980 bis 1990.

## Leben

### Jugend
Pa Tepaeru Terito war ein Einzelkind. Sie wurde am 14. August 1923 geboren. Ihr Vater  starb nur vier Monate später. Ihre Mutter heiratete erneut. Sie wurde von ihrem Großonkel Makea‘nui Tinirau Teremoana Ariki, Häuptling der Makea Nui Ariki, und dessen Frau Tutini großgezogen.
Sie wurde 1924 im Alter von einem Jahr zur Pa Ariki ernannt, was zum Teil der Unterstützung von Tupe Short zu verdanken war, einem einflussreichen Mitglied der Familie Kainuku Ariki, und wahrscheinlich von Makea Nui Tinirau. Sie war die 47. Titelträgerin.
1934 ging Pa Terito an die Hukarere Girls’ College in Napier, Neuseeland. Sie kehrte Mitte der 1940er auf die Cookinseln zurück und übernahm ihre Rolle als ariki. Sie arbeitete als Sekretärin für die Regierung und später für eine private Firma.

### Konversion zum Baháʼí
In den 1950ern konvertierte Pa Terito zum Baháʼísmus und wurde die erste nicht-christliche ariki. Ihre Konversion verärgerte einige Menschen aus Takitumu. Pa Tepaeru erzählte selbst: „Einer der Pfarrer sagte zu mir: ‚Pa Ariki, Sie müssen wirklich etwas tun, um ein Bahai zu sein. Ihr Volk ist sehr wütend auf Sie.‘ (...) Mein Volk (hielt) eine Versammlung ab (und sagte): ‚Junge Dame, Ihre Vorfahren haben das Evangelium angenommen‘ und dergleichen, und ich sagte: ‚Ja, sie hatten ihre Gründe und ich habe meine. Was verlangen Sie von mir? Aufgeben? Ich würde Sie lieber aufgeben. Wenn Sie mich bitten, den Titel aufzugeben und das Land zu verlassen oder aufzuhören, Bahai zu sein, würde ich das Land verlassen.‘ Und sie sahen mich an, denn, gnädige Frau, sie wussten, dass ich es ernst meinte.“ Selbst ihre Cousine, Makea Nui Tapumanoanoa Teremoana Ariki, widersprach. „Sie sagte zu mir: ,Mir gefällt es nicht, dass Sie Bahai sind, das ist gegen unsere Familientradition.“ Pa Terito versprach, dass es keine Bemühungen von ihrer Seite geben würde zu proselytisieren und sie stimmte zu, jeden Sonntag den Gottesdienst der Cook Islands Christian Church in Ngatangiia zu besuchen.

## Familie
Pa Terito heiratete George Tamarua Ani Rima Peyroux 1946. Sie hatte neun Kinder, drei Söhne: Teariki-Upoko-O-Te-Tini-Tini (Sonny), Hironui Maoata Rapu Malcolm und George Meredith Ani Akatauira und die sechs Töchter: Marie Rima Desiree, Mahinarangi Margaret, Bambi Tetianui O Pa Paiaoro, Isabell, Kairangi Elizabeth und Memory Teariki Tutini Memory Teao Manea.
1977 wurde ihr die Queen Elizabeth II Silver Jubilee Medal verliehen.
Nach ihrer Scheidung heiratete sie 1979 Tom Davis, den damaligen Premierminister des Archipels, in einer Baha’i-Zeremonie. Als ariki verweigerte die Anrede „first lady“. Sie sagt: „Ich habe nichts dagegen, als ‚Königin‘ angesprochen zu werden, aber ich habe etwas gegen ‚First Lady‘. Ich musste keinen Politiker heiraten, um First Lady zu werden. Ich wurde als First Lady geboren!“
Pa Teritos Beziehungen mit ihrem Ehemann waren zeitweise schwierig. Sie stellte sich wiederholt gegen seine politischen Entscheidungen. Im März 1986 kritisierte sie öffentlich Pläne, in Muri ein Resort auf Stammesland zu bauen. In dem Zug kam es wohl sogar zu Handgreiflichkeiten. Geoffrey Henry forderte den Rücktritt von Tom Davis und beschuldigte ihn wegen häuslicher Gewalt. Davis verschwand daraufhin für einige Tage. Offiziell hieß es, er habe sich durch einen Unfall Verletzungen zugezogen. Das Hotelprojekt wurde jedenfalls aufgegeben.

## Tod
Pa Terito starb plötzlich am 3. Februar 1990 an Bord eines Flugzeugs, das sie zur Teilnahme der Feierlichkeiten zum Waitangi Day bringen sollte, zur Erinnerung an den Vertrag von Waitangi. Auf den Cookinseln wurde nach ihrem Tod zwei Tage offizielle Trauer ausgerufen. An ihrem Staatsbegräbnis nahmen Tausende teil. Sie wurde nach dem Bahai-Ritus beerdigt. Ihre älteste Tochter Marie Peyroux folgte ihr in den Titel als Pa Tepaeru Teariki Upokotini Marie Ariki.